# Southlake
Southlake est une ville située principalement dans le comté de Tarrant avec certaines zones qui se prolongent dans le comté de Denton dans l'État américain du Texas, aux États-Unis.

## Sport
La ville dispose de son propre stade (servant principalement pour le football américain et le soccer), le Dragon Stadium.